# Anarta mimuli
Anarta mimuli là một loài bướm đêm trong họ Noctuidae.